# Roberto Meloni
Roberto Meloni (ur. 20 lutego 1981) – włoski judoka. Trzykrotny olimpijczyk. Odpadł w eliminacjach w Atenach 2004, dziewiąty w Pekinie 2008 i Londynie 2012. Walczył w wadze półśredniej i średniej.
Brązowy medalista mistrzostw świata w 2009. Uczestnik zawodów w 2001, 2003, 2005, 2011. Startował w Pucharze Świata w latach 1998–2005, 2007, 2008, 2010, 2011. Zdobył cztery medale na mistrzostwach Europy w latach 2002–2007. Złoty medalista igrzysk śródziemnomorskich w 2001. Triumfator igrzysk wojskowych w 2003. Drugi na MŚ wojskowych w 2002; trzeci w 2001 roku.

## Letnie Igrzyska Olimpijskie 2004
| Konkurencja | Eliminacje           | Eliminacje            | Repasaże                  | Repasaże             | Klas. końcowa |
| Konkurencja | Przeciwnik I         | Przeciwnik II         | Przeciwnik I              | Przeciwnik II        | Miejsce       |
| ----------- | -------------------- | --------------------- | ------------------------- | -------------------- | ------------- |
| 81 kg       | Nuno Delgado (POR) Z | Dmitrij Nosow (RUS) P | Masahiko Tomouchi (JPN) Z | Flávio Canto (BRA) P | 4 runda.      |

## Letnie Igrzyska Olimpijskie 2008
| Konkurencja | Eliminacje                  | Eliminacje                       | Repasaże               | Repasaże               | Klas. końcowa |
| Konkurencja | Przeciwnik I                | Przeciwnik II                    | Przeciwnik I           | Przeciwnik II          | Miejsce       |
| ----------- | --------------------------- | -------------------------------- | ---------------------- | ---------------------- | ------------- |
| 90 kg       | Jevgeņijs Borodavko (LAT) Z | Yves-Matthieu Dafreville (FRA) P | Asley González (CUB) Z | Eduardo Santos (BRA) P | 9.            |

## Letnie Igrzyska Olimpijskie 2012
| Konkurencja | Eliminacje             | Eliminacje           | Klas. końcowa |
| Konkurencja | Przeciwnik I           | Przeciwnik II        | Miejsce       |
| ----------- | ---------------------- | -------------------- | ------------- |
| 90 kg       | Parviz Sobirov (TJK) Z | Tiago Camilo (BRA) Z | 9.            |